# Schloss Wain

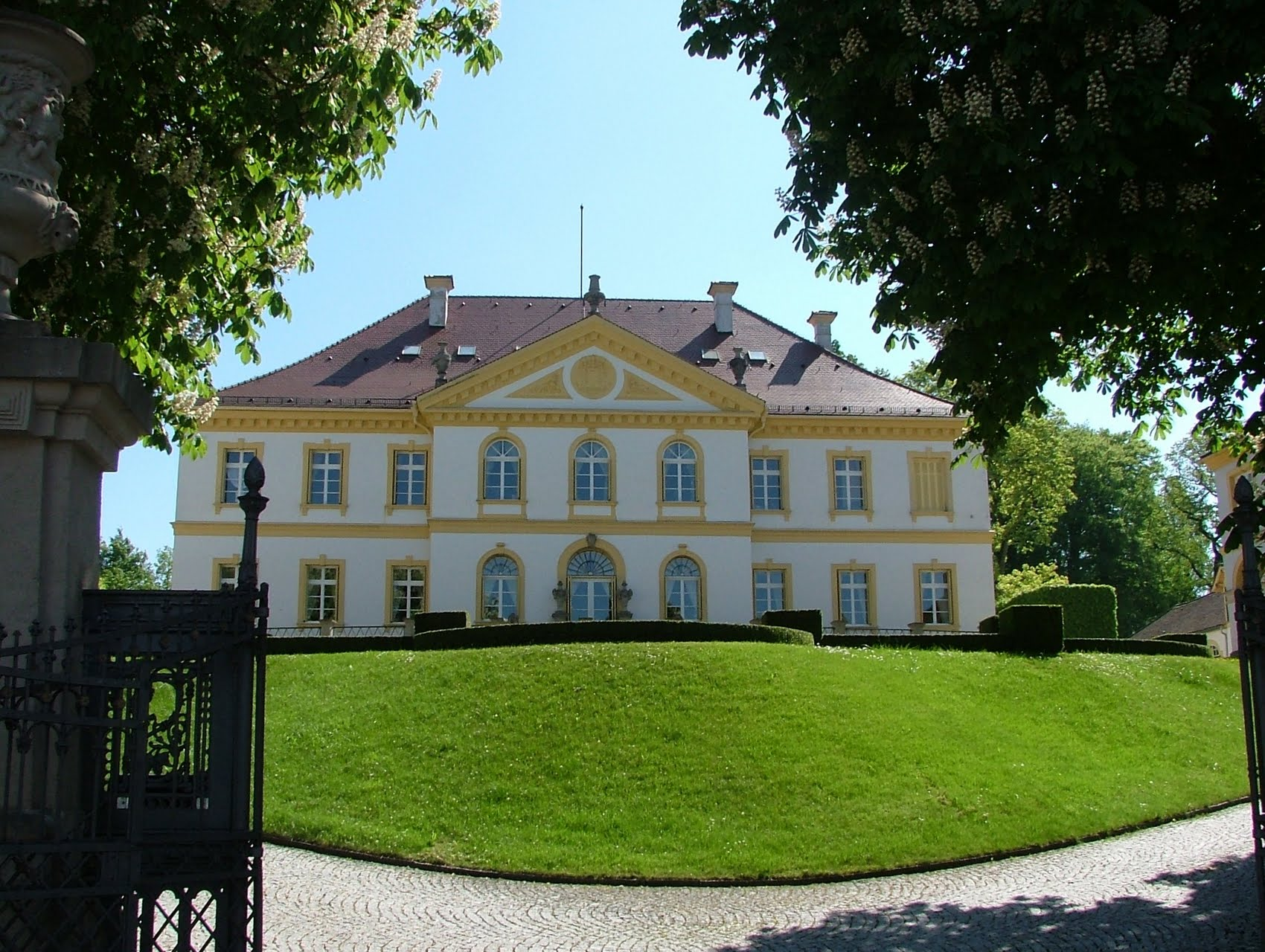
Schloss Wain

Schloss Wain ist ein in den Jahren 1780/81 im Auftrag von Benedict von Herman errichtetes Schloss in Wain, einer Gemeinde im Landkreis Biberach in Oberschwaben, welches 1782 von Freiherr Johann Theobald von Herman übernommen wurde. Das Schloss ist heute Sitz des Freiherr von Herman’schen Rent- u. Forstamtes.

## Beschreibung

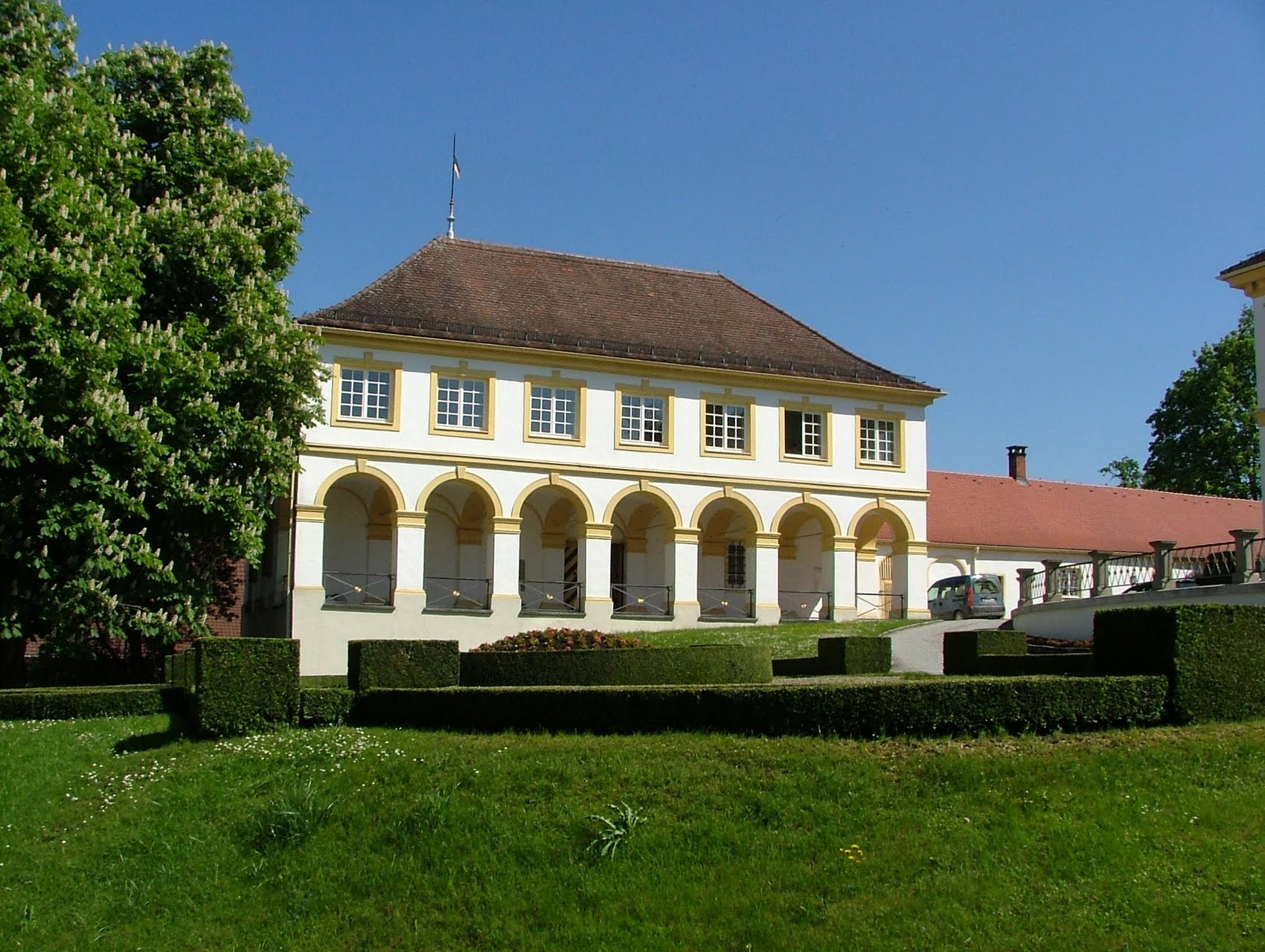

Wain liegt am nordöstlichen waldreichen Rand des Landkreises Biberach und hat als weitere Besonderheit, dass in Wain 1573 die Reformation eingeführt wurde. Nach dem Dreißigjährigen Krieg wurden zusätzlich protestantische Glaubensflüchtlinge aus der Steiermark und Kärnten im Ort angesiedelt. Diese Exulanten bildeten den Hauptteil der ortsansässigen Bevölkerung.
Laut Dehio-Handbuch hat ein gewisser Eitelfriedrich Knoll das Schloss nach Entwurfsplänen des Münchner Hofarchitekten Lorenzo Quaglio für den Memminger Groß- und Fernhändler Benedict von Herman im klassizistischen Stil in den Jahren 1780/81 errichtet.
Das Hauptgebäude ist ein zweigeschossiger Putzbau mit Mittelrisalit. Die Nebengebäude sind freistehende Flügelbauten, welche früher als Wohnungen für die Familien der Gärtner und Jäger benutzt wurden. Des Weiteren bestehen Stallungen mit Nebengebäuden und ein umzäunter Park. Im Hauptgebäude befindet sich ein zweiläufiges Treppenhaus. Die Innenräume wurden im 18./19. Jahrhundert verändert. Johann Theobald von Herman nahm seinen ständigen Wohnsitz im Hermansbau in Memmingen, der 1766 ebenfalls für Benedict von Herman errichtet worden war.
In unmittelbarer Nähe von Schloss Wain liegt die abgegangene Burg Wain.